# Bernhard Fischer (Mediziner)

Bernhard Fischer

Johann Friedrich Bernhard Fischer (* 19. Februar 1852 in Coburg; † 2. August 1915 in Dadizele) war ein deutscher Mediziner und Meeresmikrobiologe.

## Leben

### Jugend und Ausbildung

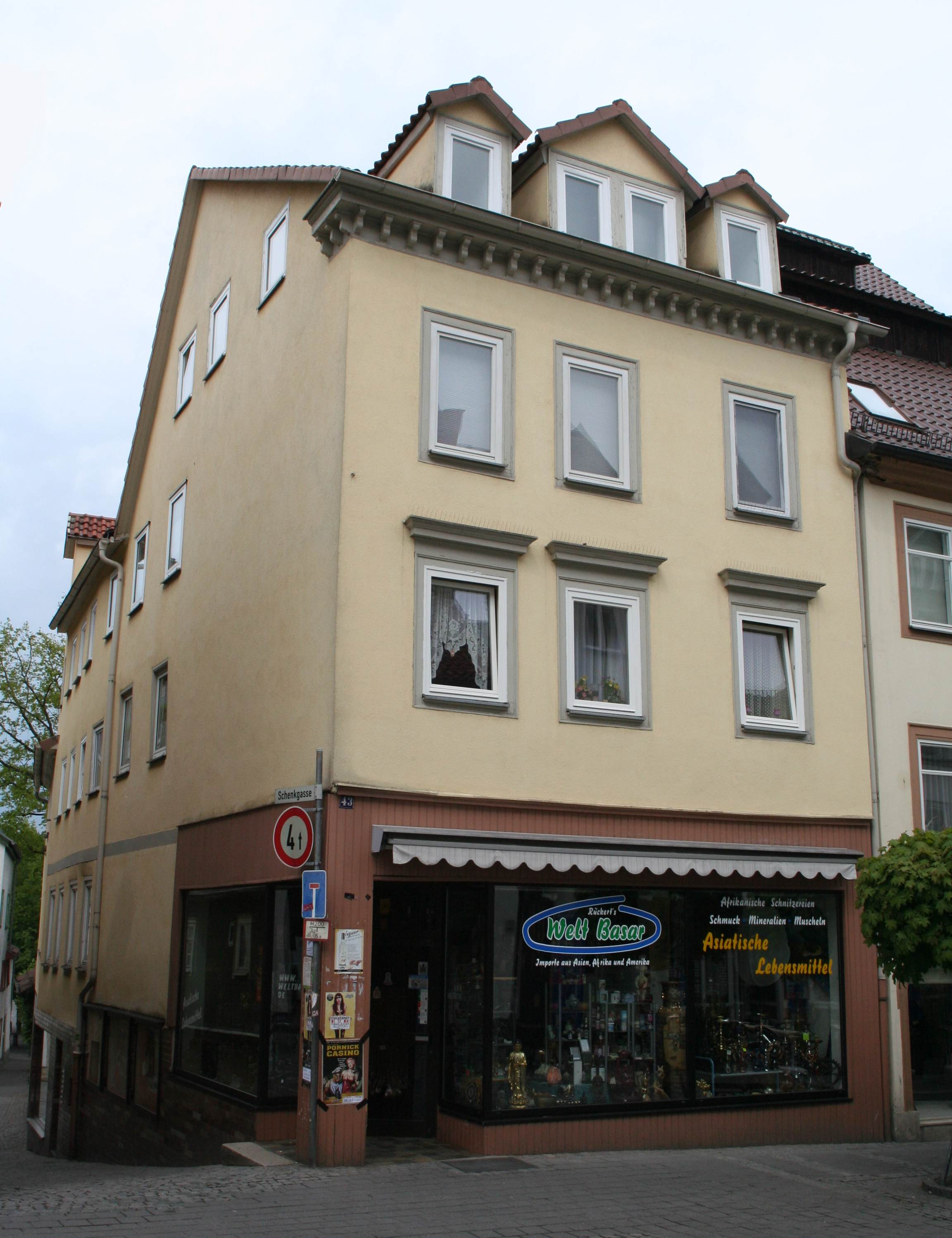
Wohnhaus in Coburg,
Steinweg 43

Bernhard Fischer wurde im Jahr 1852 als erster Sohn und zweites Kind des Bäckermeisters Johann Gottfried Fischer und dessen Ehefrau Sophie Clementine Fischer, gebürtige Greiner, in Coburg geboren. Die Familie wohnte im Steinweg 43 und besaß dort eine Bäckerei, die auch nach dem Tod des Vaters im Jahre 1864 von der Mutter mit Hilfe ihrer Kinder weiter betrieben wurde. Von 1862 bis 1871 besuchte Bernhard in Coburg das Gymnasium Casimirianum. Aufgrund seiner guten Zeugnisnoten durfte er traditionsgemäß im Rahmen des jährlichen „Stiftungsfestes“ eine Rede halten. Unterstützt durch ein Stipendium einer familiengebundenen Stiftung begann Fischer Ende April 1871 das Studium der Medizin am Medicinisch-chirurgischen Friedrich-Wilhelm-Institut in Berlin, mit der Verpflichtung nach Abschluss des Studiums Dienst als Militärarzt zu tun. Ab 1871 war er Mitglied des Pépinière-Corps Franconia. 1875 wurde er mit dem Thema Über Purpura zum Dr. med. promoviert.

### Marinezeit

Die Elisabeth

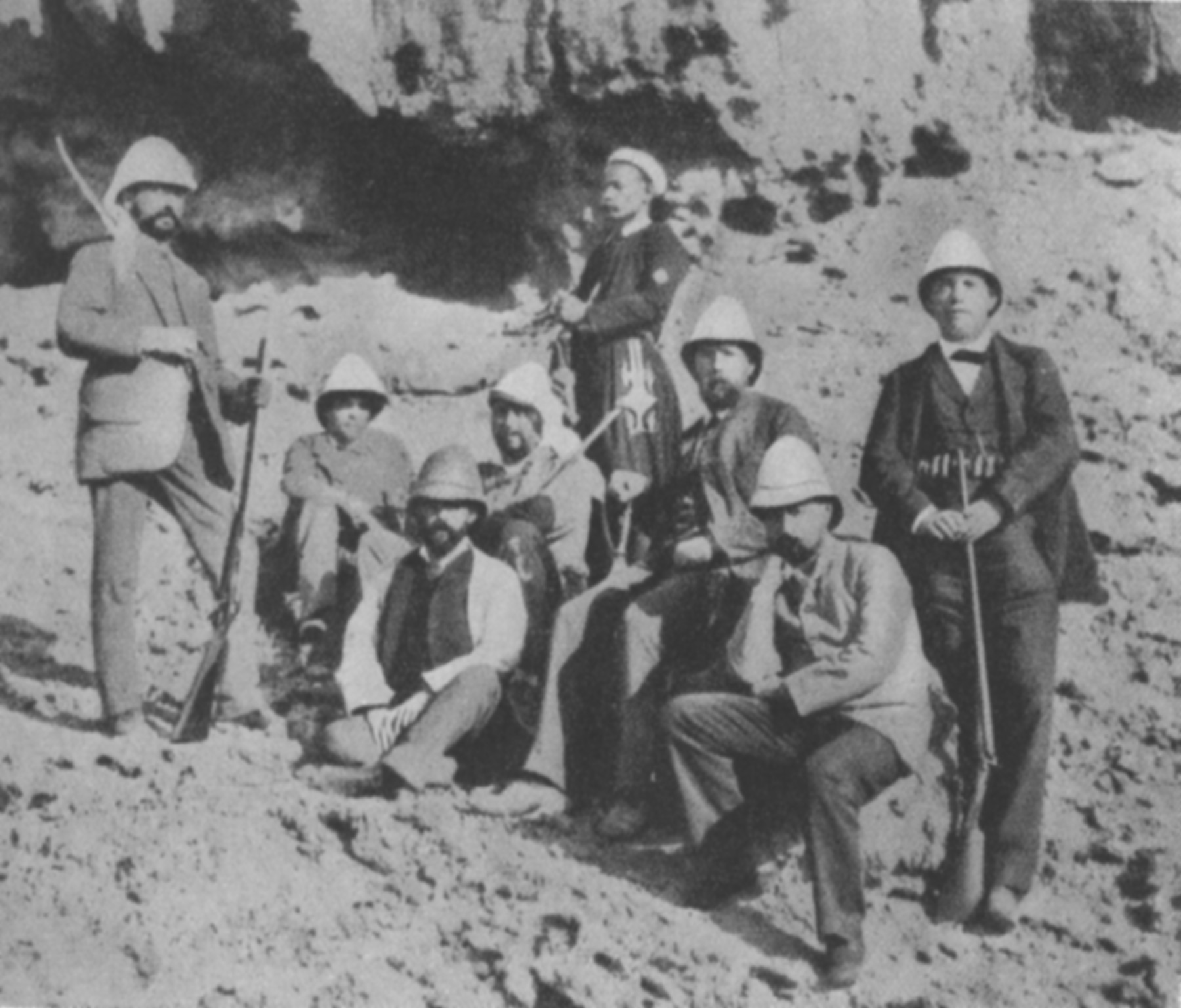
Deutsche Cholera-Expedition nach Ägypten

In den folgenden Jahren diente Fischer als Arzt in der Kaiserlichen Marine. Am 1. Oktober 1876 wurde er als Assistenzarzt auf das Seekadetten-Schulschiff Elisabeth zu einer zweijährigen Weltreise abkommandiert. Nach einer kurzen Tätigkeit im Lazarett der Marinestation der Nordsee in Wilhelmshaven folgte vom Mai 1879 bis April 1881 ein Einsatz als Schiffsarzt im chinesischen Küstengebiet auf dem Kanonenboot Cyclop.
Zur Vertiefung seiner Ausbildung erhielt der Marinestabsarzt Fischer im Februar 1882 ein Kommando zum Kaiserlichen Gesundheitsamt, dessen Mitarbeiter Robert Koch ihn in die Arbeitsmethoden von Bakteriologie und Hygiene einführte. Anlässlich einer Cholera-Epidemie in Ägypten begleitete Fischer zusammen mit dem Stabsarzt Georg Gaffky und dem als Präparator beschäftigten Chemiker Treskow als Mitglied der Deutschen Cholera-Kommission von August 1883 bis Mai 1884 Robert Koch auf einer Expedition nach Ägypten und Indien. In Kalkutta konnte Koch schließlich Anfang 1884 das für die Cholera verantwortliche Bakterium Vibrio cholerae finden, isolieren und züchten. Nach der Rückkehr nach Deutschland wurde Fischer mit dem Roten Adlerorden 3. Klasse am schwarzweißen Band ausgezeichnet.
Vom Oktober 1884 bis Mai 1885 war Fischer als Stabsarzt an Bord der Korvette Olga, die zur Bekämpfung von Unruhen in Kamerun eingesetzt wurde. Als nächstes und letztes Kommando beim Seebataillon der Kaiserlichen Marine folgte eine Kommandierung auf ein Schulschiff, die Kreuzerfregatte Moltke, die bis zum 1. April 1886 dauerte. Es folgte die Versetzung als Marine-Oberstabsarzt an die Marinestation Ostsee in Kiel.

### Universitätszeit
Neben seiner ärztlichen Tätigkeit auf der Moltke durfte Fischer meeres-mikrobiologische Forschungen durchführen, bei denen er Bakterien in Seewasser und in Seeluft unter dem Mikroskop untersuchte und die unter dem Titel Über einen lichtentwickelnden, im Meereswasser gefundenen Spaltpilz Teil seiner Habilitationsschrift wurden. Die Habilitation erfolgte an der Christian-Albrechts-Universität zu Kiel am 14. März 1887. In dem Sommersemester 1887 hielt Fischer als unbezahlter Privatdozent seine erste Vorlesung „Bakteriologie und Hygiene mit Demonstrationen und Übungen“ und richtete Laboratoriumsräume auf eigene Kosten ein. Am 4. Februar 1889 wurde er zum Extra-Ordinarius ohne Anspruch auf Gehalt bestellt und Leiter der hygienischen Abteilung im Institut für Staatsarzneikunde. Zusätzlich unterrichtete er an der Marineakademie und -schule (Kiel). Im Sommer 1889 schied er ohne Pensionsberechtigung aus dem Marinedienst aus, weil ihm ein in Aussicht gestellter Urlaub für die Plankton-Expedition der Humboldt-Stiftung doch nicht genehmigt worden war. Vom Juli bis November 1889 nahm er als Arzt, Hygieniker und meeres-mikrobiologischer Forscher an der von Victor Hensen geleiteten Expedition teil. Fischer untersuchte insbesondere die das Meeresleuchten erzeugenden Mikroorganismen. Photogramme von Leuchtbakterien stellte er für das Kapitel Bakteriologie im Bericht über die Weltausstellung von 1893 zur Verfügung; Martinus Willem Beijerinck benannte 1889 das Leuchtbakterium Vibrio fischeri nach ihm (als Photobacterium fischeri).
Ab 1891 genehmigte das Kultusministerium ein Gehalt für Fischer, der Direktor des Hygienischen Institutes der Medizinischen Fakultät der Universität Kiel wurde. Für seine Vaterstadt Coburg erstellte er im Jahr 1899 unentgeltlich das „Gutachten betreffend die Beseitigung der Fäkalien und Abwässer der herzoglichen Residenzstadt Coburg“. Schwerpunkte am Institut waren wasserhygienische und bakteriologische Fragestellungen. 23 Wissenschaftler betreute er bei ihren Promotionen oder Habilitationen. 1911/12 war Fischer Rektor der CAU. In seiner Antrittsrede am 6. März 1911 befasste er sich mit dem „Kampf gegen die Infektionskrankheiten im Lichte der Statistik“.
Nach Ausbruch des Ersten Weltkrieges ließ sich der Oberstabsarzt Fischer reaktivieren und wurde zum beratenden
Hygieniker beim 27. Königlich Sächsischen Regiment in Flandern zum 1. Juli 1915 einberufen. Bei einem Inspektions-Geländeritt erlag Fischer im 63. Lebensjahr am 2. August einem Herzschlag. Die Feuerbestattung mit offizieller Trauerfeier fand am 7. August 1915 im Krematorium des Friedhofs Ohlsdorf statt.

### Familie
Bernhard Fischer heiratete am 18. September 1890 in Coburg, nach zehnjähriger Verlobungszeit, die Coburgerin Mathilde Anna Luise Pauline Forkel (1862–1933), Tochter des Webereibesitzers Adolf Julius Forkel (1825–1899). Das in Kiel wohnende Ehepaar hatte vier Töchter und einen Sohn.

## Veröffentlichungen
- Zur Morphologie, Biologie und Systematik der Kahmpilze, der Monilia candida Hansen und des Soorerregers. Mit Carl Brebeck, Jena 1894, G. Fischer.
- Die Bakterien des Meeres nach den Untersuchungen der Plankton-Expedition unter gleichzeit. Berücks. einiger älterer und neuerer Untersuchungen. Kiel 1894, Lipsius & Tischer